# Petroglifos de Ughtasar
Los petroglifos de Ughtasar (en armenio Ուղտասարի ժայռապատկերներ) son una serie de más de dos mil piedras decoradas encontradas en el monte Ughtasar, cerca del pueblo de Sisian, en la provincia de Syunik',  en Armenia, a unos 15 km del yacimiento megalítico de Zorats Karer. 
Ught significa camello y sar significa montaña, debido al parecido de los picos a las jorobas de un camello.

## El yacimiento

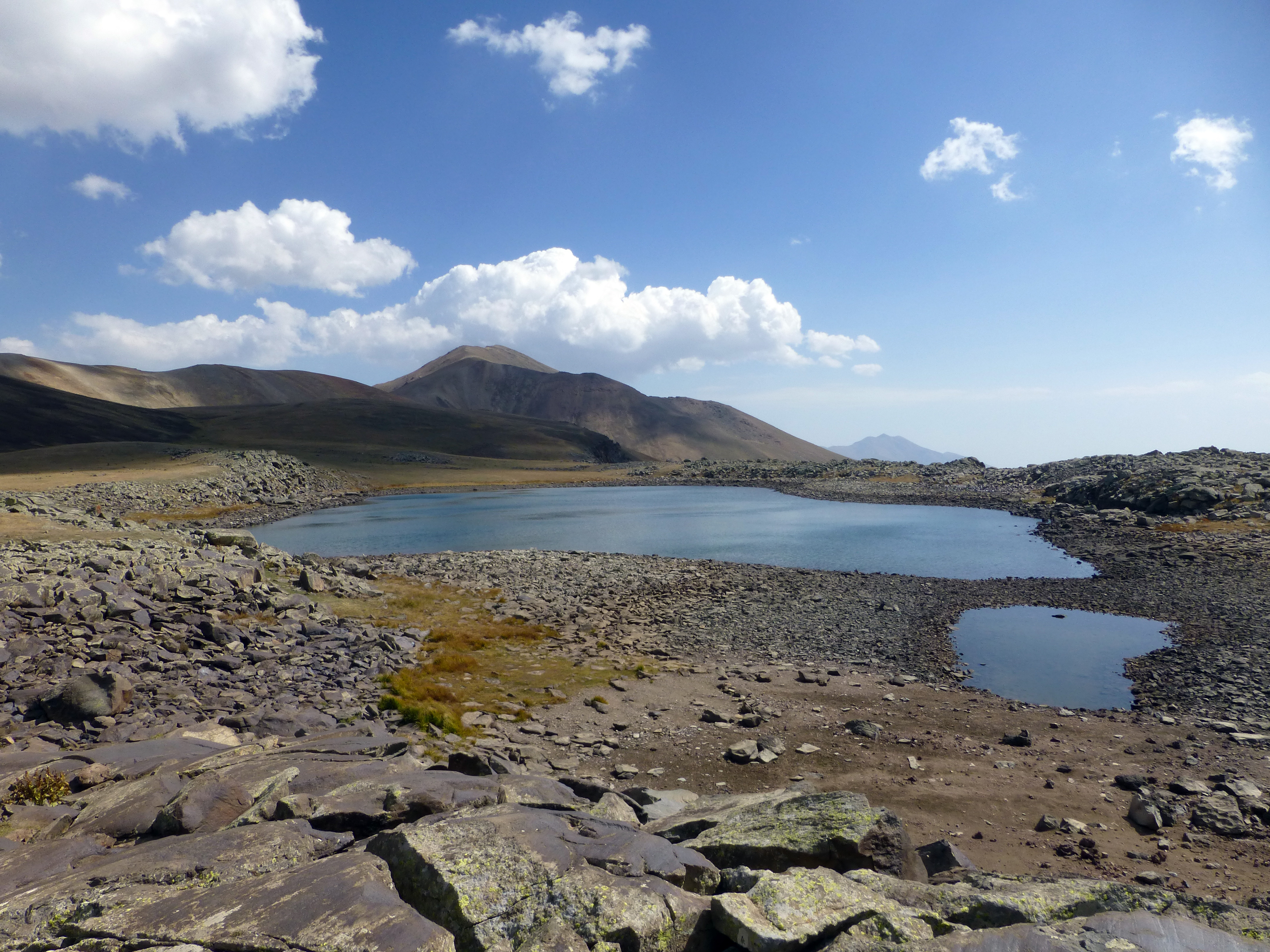
Lago de Ughtasar en cuyas orillas se encuentran los petroglifos

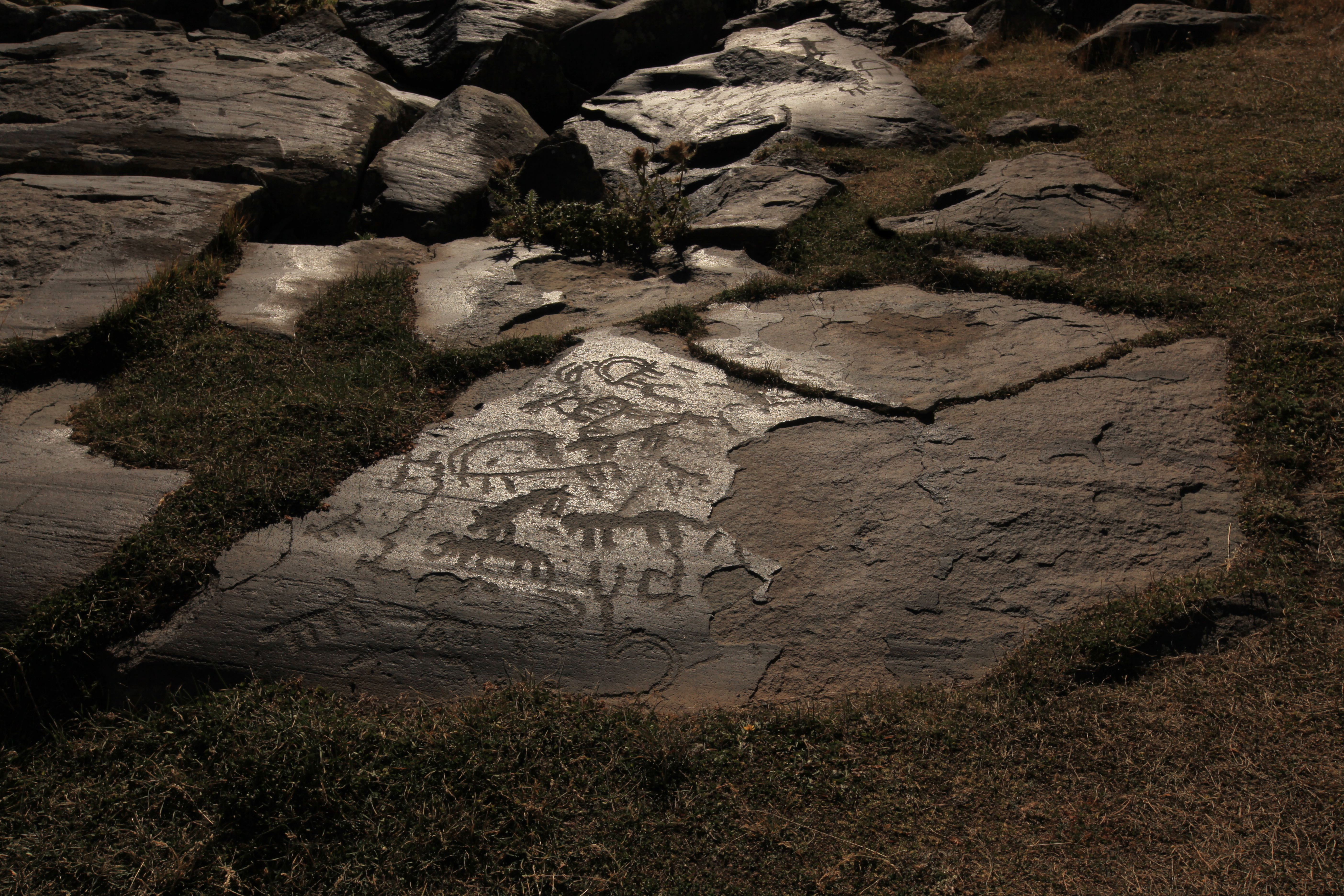
Petroglifos en los que aparecen cabras y otros animales

Hay centenares de rocas esculpidas en la sierra montañosa de Syunik, a unos 25 km al norte de Sisian, muy cerca de la frontera con Azerbaiyán. El lugar solo es accesible con un vehículo todo terreno. Se encuentran reproducciones de estos dibujos en joyas de plata, tazas de café y cerámicas, o adornando las paredes de los cafés en Ereván.  
Al pie de la montaña se extienden más de dos mil fragmentos de roca decorados. Se cree que pertenecen al Paleolítico, hace unos 12.000 años, esculpidos en las rocas volcánicas de color negro pardusco expulsadas por un volcán ahora extinto.  
Los dibujos de las rocas muestran escenas de caza y una amplia gama de animales (uros, muflones, gacelas, ciervos, caballos, osos, lobos, chacales, leopardos, osos y tigres), espirales, círculos y formas geométricas e incluso el signo Aries del zodíaco y calendarios rudimentarios en forma de rueda. Algunos investigadores sugieren que el área fue usada a lo largo de cientos de años por tribus de pastores, muchos de los cuales añadieron en épocas más tardías sus propios dibujos a las piedras. Hay dibujos de hombres cazando y luchando, cultivando la tierras, compitiendo y danzando.
El investigador Hamlet Martirosyan, autor de The Land of the Celestial Gates, cree que existe una relación entre los pictogramas encontrados en Ughtasar y Djermadzor y los jeroglíficos egipcios. Considera que los pictogramas representan un tipo de escritura llamada "caprina", debido a que en antiguo armenio, las palabras cabra y escritura eran homónimos. Cabras y ovejas son un elemento recurrente en los dibujos y muchos científicos creen que el sonido para cabra en antiguo armenio era muy parecido al usado para los dioses.
Localización: 39°41′02″N 46°03′00″E / 39.68389, 46.05000